# El Mejunje
El Mejunje, también conocido como El Mejunje de Silverio por el apellido de su fundador y director, Ramón Silverio, es un centro y espacio cultural LGBT cubano ubicado en la ciudad de Santa Clara. Se encuentra en la céntrica Calle Marta Abreu, cerca del Parque Vidal y el Teatro La Caridad, al lado de la Catedral Santa Clara de Asís.

## Historia
Se creó como un sencillo lugar de reunión para bohemios e intelectuales, pero el centro creció hasta convertirse en un centro cultural multifacético y poco convencional. Fue instalado sobre las ruinas de un antiguo hotel e inició sus actividades en 1985. Las personas relacionadas con el centro son conocidas coloquialmente como Mejunjeros. 

## Actividades culturales
El Mejunje es un centro cultural LGBT involucrado en varias campañas sociales, como las de prevención del VIH/SIDA, campañas contra la homofobia o ladiscriminación social. En cuanto al significado de su nombre y los propósitos de su fundador, El Mejunje no es un simple club gay: está concebido como un espacio abierto compartido por todos, independientemente de su orientación sexual, con el objetivo de promover la integración social. Las actividades del centro incluyen un teatro, una cafetería, una galería de arte en la segunda azotea y un pequeño local musical en el que se realizan conciertos de diversos géneros musicales, que van desde el rock and roll hasta la música tradicional cubana.
Las actividades incluyen también iniciativas sociales y culturales de interés para niños y adultos, proyecciones de películas y la discoteca Gay Saturday todos los sábados por la noche.

## Galería

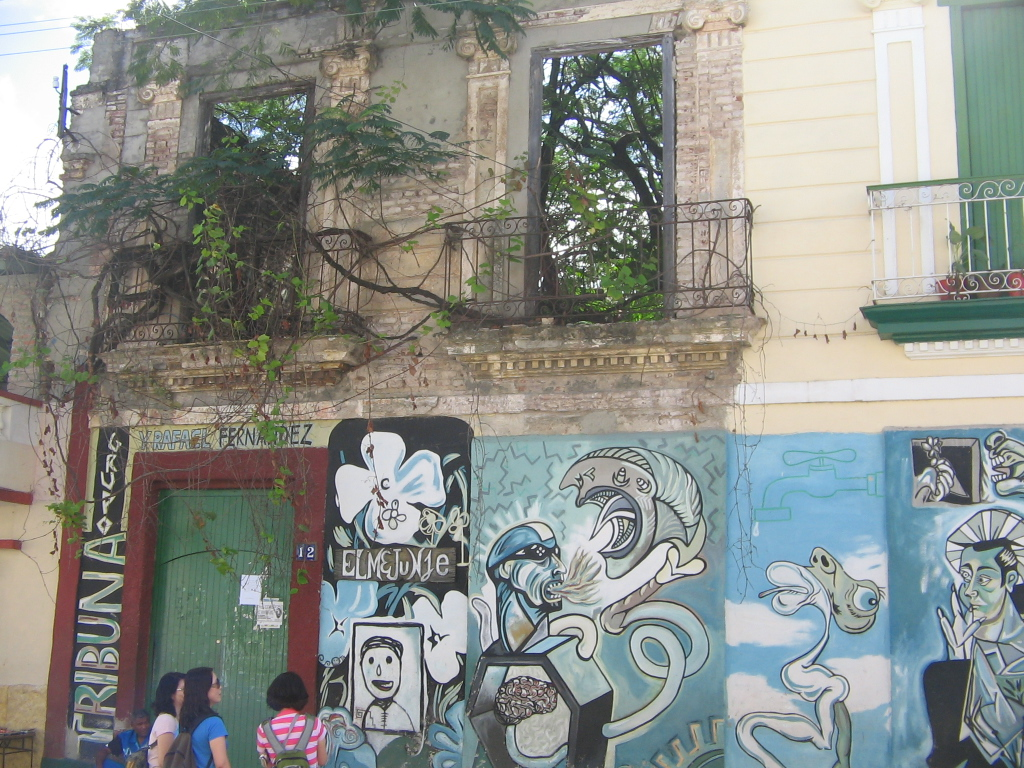
Detalle de la fachada con un grafiti.
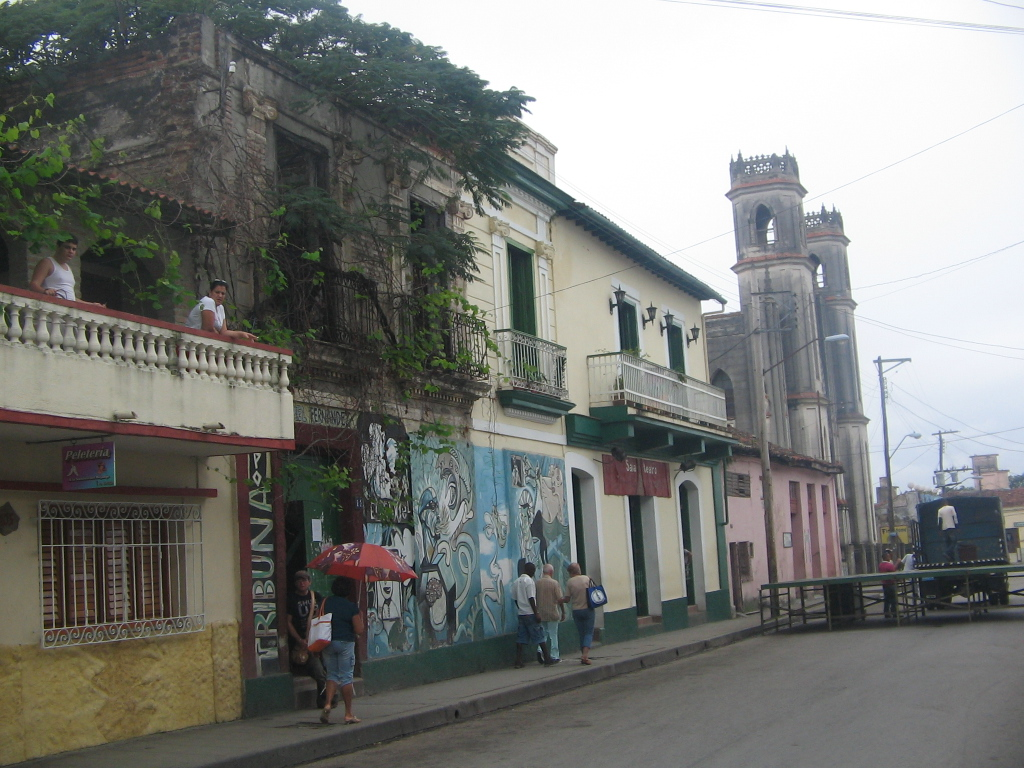
Vista de El Mejunje con la catedral de fondo.
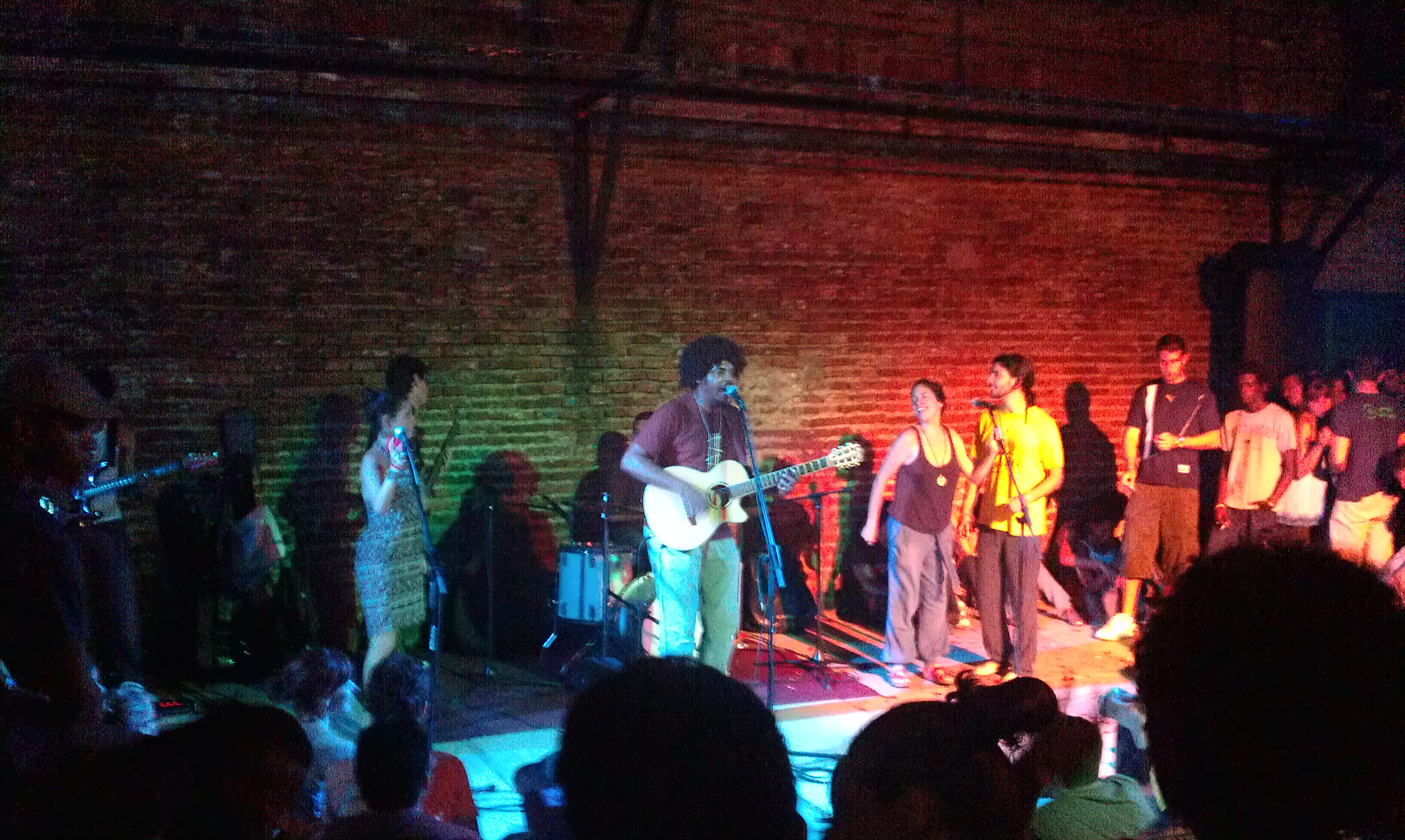
Un concierto de música en el espacio interior abierto.